# Кобилянкі (Свентокшиське воєводство)
Кобилянкі (пол. Kobylanki) — село в Польщі, у гміні Опатув Опатовського повіту Свентокшиського воєводства.
Населення — 118 осіб (2011).
У 1975-1998 роках село належало до Тарнобжезького воєводства.

## Демографія
Демографічна структура на день 31 березня 2011 року:
|          | Загалом | Допрацездатний вік | Працездатний вік | Постпрацездатний вік |
| -------- | ------- | ------------------ | ---------------- | -------------------- |
| Чоловіки | 55      | 15                 | 34               | 6                    |
| Жінки    | 63      | 14                 | 37               | 12                   |
| Разом    | 118     | 29                 | 71               | 18                   |